# Sébastien Érard

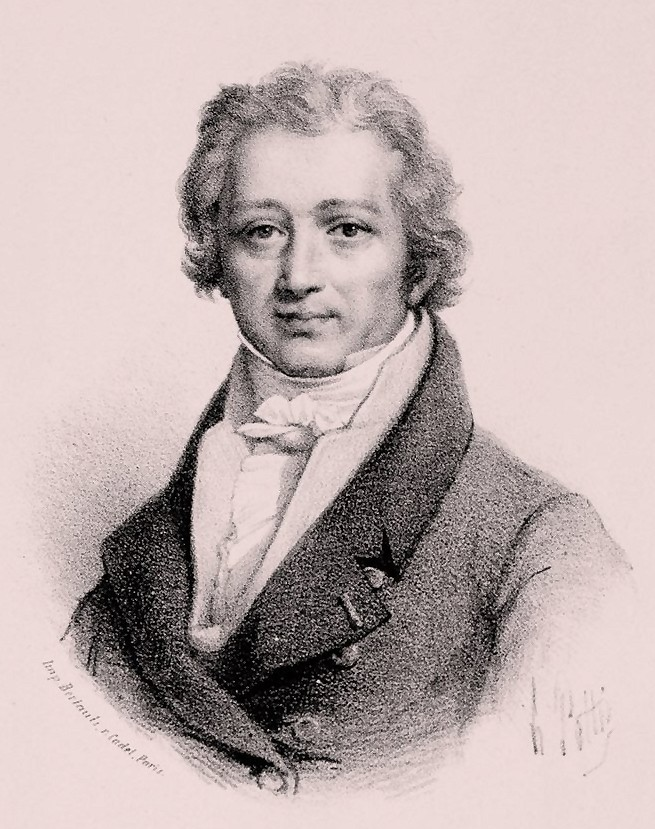
Sébastien Érard (Porträt von H. Pottin)

Sébastien Érard (* 5. April 1752 in Straßburg; † 5. August 1831 in La Muette bei Passy, heute 16. Arrondissement) war ein französischer Instrumentenbauer deutschsprachig-elsässischer Herkunft mit dem Taufnamen Sebastian Ehrhardt.
Das von Sébastien Érard in Paris gegründete Unternehmen wurde, vom Zeitpunkt seines Todes an unter der Leitung seines Neffen Pierre Érard, über mehrere Jahrzehnte der Mitte des 19. Jahrhunderts zum weltweit führenden Klavierbauunternehmen.

## Leben und Wirken

### Jugend und Ausbildung
Sébastien Érard war ein Zeitgenosse des Komponisten François-Adrien Boïeldieu und hatte seine Werkstatt in Paris, zunächst im Untergeschoss der Villa einer reichen Aristokratin, die ihn förderte. Sie verhalf auch Érard, der keine klassische Harfenbauer-Ausbildung vorweisen konnte, zu einer Spezialerlaubnis des französischen Königshauses, abseits der Einwände der Harfenbauer-Zunft den Harfenbau fortzusetzen, die ihm seine erfolgreiche Geschäftstätigkeit untersagen lassen wollte.
1811 brachte er die Harfe mit Doppelpedalmechanik auf den Markt, durch die die Harfe wieder jene Stellung erlangte, die sie während voriger Jahrhunderte in der Gunst des Publikums hatte. Die neuen Möglichkeiten der Harfe von Érard wurden bald von vielen Komponisten, u. a. von Hector Berlioz, genutzt.
Das Unternehmen Érard wuchs; sein älterer Bruder Jean-Baptiste Érard (1750–1826) unterstützte Sébastien Érard in der Firmenleitung. Zu Zeiten der französischen Revolution ging Sébastien nach London und eröffnete dort eine weitere Fabrik für Harfen und Klaviere, die unter der Leitung seines talentierten Neffen weiter bestehen blieb, nachdem die Wirren der Revolution in Frankreich abklangen und Sébastien wieder nach Paris zurückging. Später fand sich nur bei Steinway mit der Auswanderung nach New York und der Rückkehr nach Deutschland und der Hamburger Fabrik Vergleichbares.
Sébastien Érard wurde sehr wohlhabend und konnte sich am Bois de Boulogne bei Paris ein Schloss kaufen. Dort starb er 1831. Die Leitung seines Unternehmens fiel an seinen Neffen Pierre Érard, Sohn seines älteren Bruders.

### Klavierbau
Von Érard stammt auch die Entwicklung des Double Echappements am Hammerklavier 1821, was eine wesentliche Leistungssteigerung dieses Instrumentes bedeutete. Die Erfindung wurde nur noch in Details von Henri Herz verbessert. Ihre Ausführung bildet bis heute die Basis der gegenüber dem Hochklavier wesentlich besseren, viel schneller möglichen Anschlagswiederholung eines Flügels. Diese sogenannte „doppelte Repetition“ oder „doppelte Auslösung“ nach Patent Erard mit dem wesentlichen Element des Repetierschenkels, der den rückprallenden Hammer fängt und noch vor komplettem Rückhub der Taste ein erneutes Anschlagen gestattet, gehört zu den wichtigsten Erfindungen der Klavierbaugeschichte.
Érard schenkte Beethoven 1803 einen Flügel seiner Produktion. Dieser überließ das Instrument 1824/1825 seinem Bruder Nikolaus Johann, durch den es 1845 in den Besitz des Oberösterreichischen Landesmuseums in Linz gelangte. Ein baugleiches Instrument befindet sich in der Eric Feller Collection. Beethovens Flügel besitzt die Seriennummer 133. Das Instrument aus der Sammlung des Pianisten Eric Feller besitzt die Seriennummer 107 und stammt aus dem Besitz von Anne Angélique de Mackau, Comtesse de Saint-Alphonse, einer Hofdame von Kaiser Napoleon.

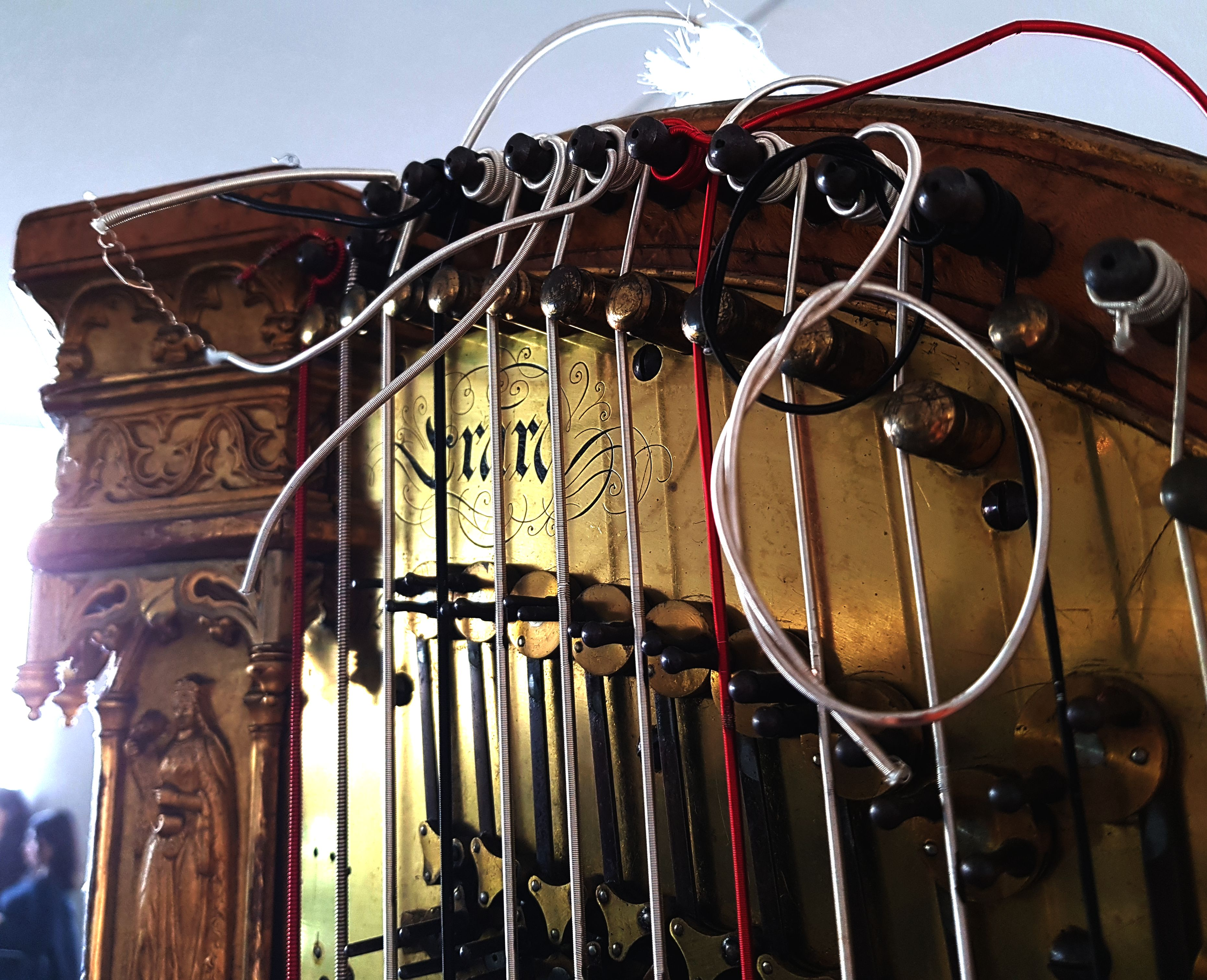
Unterschiedliche Saiten auf einer Harfe von Érard

Im ersten Drittel des 19. Jahrhunderts, zu den Zeiten des jungen Franz Liszt als tourender Virtuose am Flügel, stieg Erard zum weltweit führenden Klavierbauer auf und überholte den bis dahin führenden englischen Klavierbauer John Broadwood & Sons. Die schnelle Repetition kam den neuen hoch virtuosen Pianisten der Kategorie Thalberg und Liszt entgegen.

### Exponate aus der Produktion
Neben dem oben erwähnten Flügel in Linz befinden sich als Dauerleihgabe ein weiterer Flügel und eine Doppelpedalharfe aus der Érardschen Produktion im Hamburger Museum für Kunst und Gewerbe.

## Weitere Geschichte des Unternehmens Erard
Auch nach dem Aufstieg des US-Unternehmens Steinway & Sons, in Europa nach der Pariser Weltausstellung 1867, behielt Erard das schon in den 1830er Jahren gefundene Bauprinzip der Konzertflügel mit Anhangplatte, stählernen Stützstreben und gerader Besaitung sowie komplex belegter Hämmer mit bis zu neun Lagen Leder, Filz und Stoff bei.

### Ideenlieferant für Steinway
Europäische Virtuosen brachten bis in die 1860er und 1870er Jahre auf US-Tourneen ihre eigenen Instrumente per Schiff mit, im Verdacht, dass es in den USA keine guten Konzertflügel gebe. Dies solange, bis die von William Steinway organisierte Tournee von Anton Rubinstein für Steinway im Jahre 1872 diesen Verdacht beendete. Zuvor waren Konzertflügel von Erard die „klassischen Mitbringsel“ der Pianisten auf dem Schiff in die USA, sie wurden dann oftmals während oder zum Ende der Tournee in den USA hoch profitabel verkauft. Louis Moreau Gottschalk, amerikanischer Pianist, tourte erst zu seiner Ausbildung nach Europa und dann – mit mehreren Erard-Konzertflügeln im Gepäck – als Virtuose durch die USA.
Flügel dieser Art gaben dem US-Klaviertechniker und Technik-Historiker Bill Shull in Loma Linda bei Los Angeles klare Indizien, dass das Erard-System der Streben und des Flügelinneren den Männern von Steinway eine wichtige Vorlage  geliefert hatte für deren Flügelbau ab 1856. Vater Henry Steinway hatte sich am weltweit führenden Flügel, eben dem von Erard, orientiert, und zudem erkannt, dass das Erard-System sich leicht auf andere Größen anpassen und skalieren ließ. Das System Erard, im Konzertflügel fünf Saitenfelder zwischen den Streben zu haben und die Dämpfer von oben zu setzen, ist identisch mit Steinway. Pleyel hatte zunächst sechs Saitenfelder und Mopstick-Dämpfer unter den Saiten. Steinway, insbesondere der hochbegabte Sohn Henry Jr., entwickelte jedoch die Steinway-Flügel aus diesem Anbeginn heraus schnell noch entscheidend weiter, schon 1858/1859 entstand der weltweit erste bassüberkreuzte Flügel mit einteiliger Gussplatte der Bauart Steinway – der Lehrling Steinway hatte seinen Lehrmeister Erard überholt.

### Technischer Stillstand auf hohem Niveau
Auch das Auftauchen der ab den 1880er Jahren sehr erfolgreichen deutschen Klavierbauer, die auch Frankreich mit ihren Produkten geradezu überschwemmten, änderte nichts an der Meinung der Verantwortlichen bei Erard, ihre Klaviere seien die besten überhaupt und benötigten keine Anpassung an die moderneren Zeiten. Eisen im Klavier war ihnen abseits der Saiten suspekt und wurde auf das minimal Notwendige beschränkt. Eine exklusive großbürgerliche Klientel in Frankreich hielt den Erards die Treue. Erst in den 1920er Jahren wurden die letzten gerade besaiteten Erard-Flügel gebaut. Ab ca. 1875 hatte sich bereits der kleinere Konkurrent Pleyel, ehedem Lieferant von Chopin, im Flügelbau dem „amerikanischen“ System mit Bassüberkreuzung und einteiliger Gussplatte zugewandt.
Das Unternehmen Erard wurde so zum  „letzten Mohikaner“ des Baus gerade besaiteter Flügel. Erst in allerjüngster Zeit (2013) wird, von Stephen Paulello in Burgund, wieder an modernen Flügeln mit gerader Besaitung (d. h. ohne Bassüberkreuzung, nun jedoch mit einteiliger Platte) in französischer Manufaktur teils nach Prinzipien von Erard gebaut.

### Jüngere Geschichte von Erard
Erard war in den 1960er Jahren mit Boisselot, Gaveau und Pleyel fusioniert, in den 1980er Jahren an Schimmel nach Braunschweig verkauft worden, in den 90er Jahren wieder von wohlhabenden Franzosen herausgekauft worden, hatte eine neue Fertigung am Nordrand der Pyrenäen eröffnet, war einige Jahre später wieder in kleine Teile der alten Klavierbau-Hallen im Pariser Norden zurückgekehrt. Zum Jahresende 2013 wurden jedoch alle Fertigungsaktivitäten beendet, um einem erneuten Konkurs vorzubeugen. Es werden noch die bereits gefertigten Flügel abverkauft, aber nun endet eine mehr als 200-jährige Klavierbautradition.